# Bořetín (kraj Wysoczyna)
Bořetín – gmina w Czechach, w powiecie Pelhřimov, w kraju Wysoczyna.
1 stycznia 2017 gminę zamieszkiwało 106 osób, a ich średni wiek wynosił 38,9 roku.